# 炭疽症
炭疽症（たんそしょう）または炭疽（たんそ）とは、炭疽菌による感染症。ヒツジやヤギなどの家畜や野生動物の感染症であるが、ヒトに感染することもある人獣共通感染症である。ヒトへは、感染動物との接触やその毛皮や肉から感染する。ヒトからヒトへは感染しない（言い換えれば、非常に危険な感染症であるが、伝染病ではない）。感染症法における四類感染症、家畜伝染病予防法における家畜伝染病である。以下、とくに断りがない限りヒトにおける記述である。皮膚からの感染が最も多いが、芽胞を吸いこんだり、汚染した肉を不十分な加熱で食べた場合にも感染する。自然発生は極めてまれ。
炭疽とは「炭のかさぶた」の意味であり、英語名のAnthraxはギリシャ語で「炭」の意味である。この名称は皮膚炭疽の症状で黒いかさぶた（瘡蓋）ができることにちなむ。

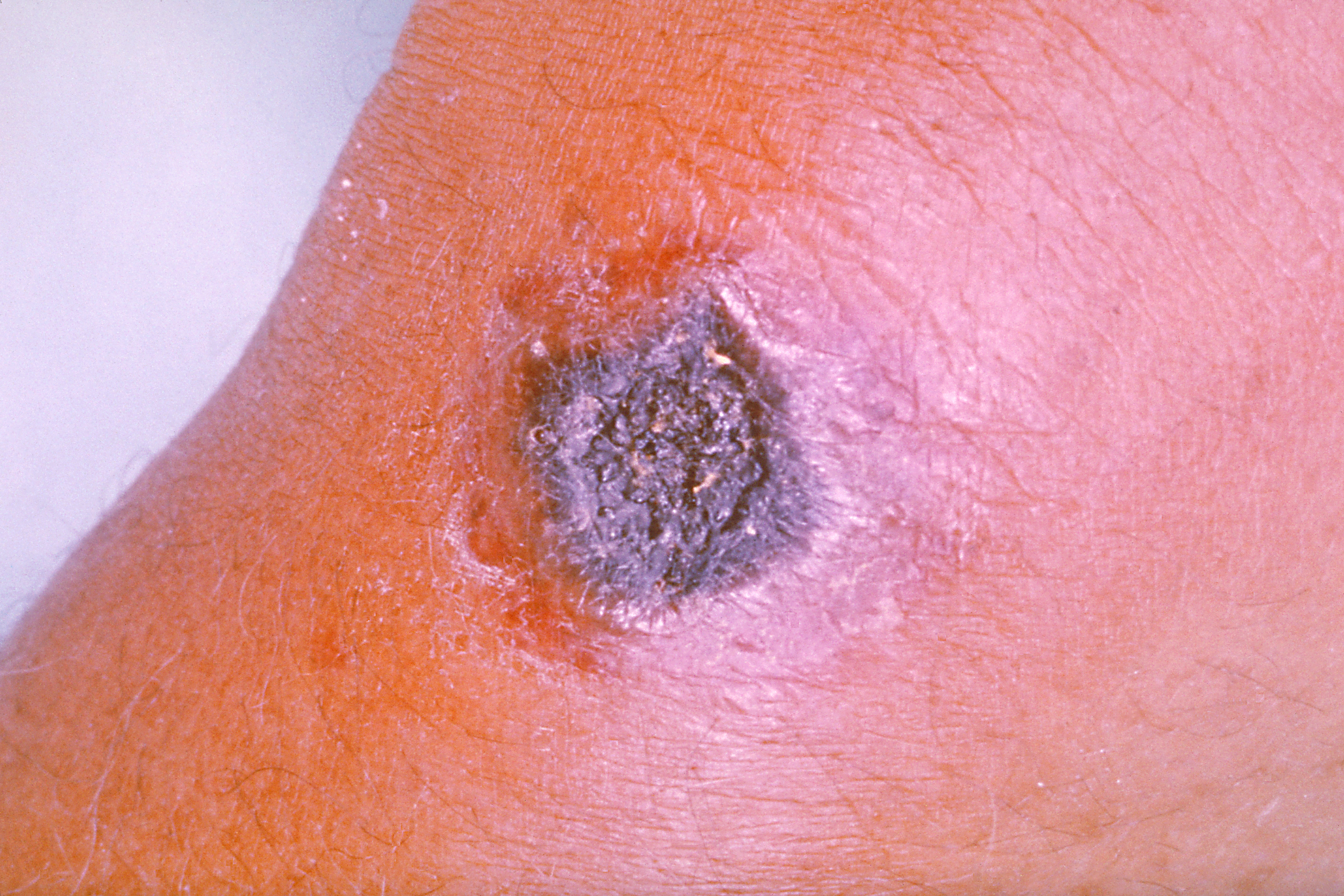
皮膚炭疽症による黒いかさぶた

ヒト、家畜問わず致死率が高く、感染経路によってはエボラ出血熱やペスト（黒死病）に匹敵するほど危険な感染症となる。

## 炭疽症の種類
皮膚炭疽症
炭疽菌が顔、首、手などの皮膚の小さな傷から侵入すると、1 - 7日後ニキビ様の小さな掻痒性または無痛性の丘疹が現れ、周囲には発疹と浮腫が現われる。丘疹は崩壊し潰瘍となり黒いかさぶたを形成し、高熱が出る。炭疽症の大部分はこれに含まれる。
未治療の場合の致死率は10 - 20%

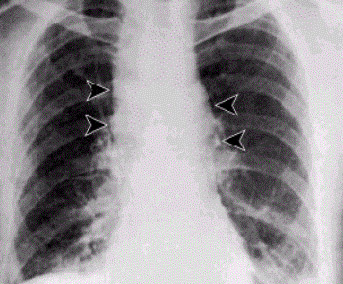
肺炭疽症
炭疽菌が空気とともに肺に吸入された場合、インフルエンザ様症状を示し高熱、咳、膿や血痰を出し呼吸困難となる。
未治療での致死率が非常に高く、90%以上である。
腸炭疽症
炭疽菌が食物とともに口から入ると、頸部のリンパ節炎、腹水貯留、高熱、吐血、腹部の激痛、激しい下痢（膿や血が混じる）がおこる。
未治療での致死率は25 - 50%

## 予防と治療

### 予防
炭疽症にかかった家畜は殺して焼却し、汚染物は焼却するか厳重に消毒するようにする。また、原因不明の病気にかかった家畜の肉は食べないようにすることである。また、ワクチンは日本には無く、アメリカで1社が製造するのみ。しかも3 - 6回の接種が必要で、副作用の可能性が高く、予防接種はあまり推奨されない。除染法は、汚染場所にヨウ素・塩素などの殺胞子剤を撒く。緊急時には、塩素系漂白剤を10倍に薄めて霧吹きなどで噴霧する。殺菌用の紫外線放射機器を使用してもよい。

### 治療
抗生物質により治療可能。ペニシリン・テトラサイクリンなど。他人には感染しないので、隔離の必要は無い。手遅れでなければ治癒する。

### 日本の発症例
- 1965年8月 - 岩手県西根町で乳牛が炭疽病で死亡。死亡牛は一度は埋められたものの掘り起こされて売買、同年8月26日までに牛肉を食べた33人が下痢、腹痛を訴えて疑似患者として手当てを受けた[2]。

### ロシアの発生例
- 2016年、シベリア地方で炭疽が集団発生。1人が死亡した。原因は、70年前に永久凍土に埋められたトナカイの死骸が露出、そこから炭疽が拡散したと見られている[3]。

## 病原診断
- 確定診断は炭疽菌の分離同定によって行う[1]。
- 莢膜染色（レビーゲル染色）、抗原検出法、PCR法。PCR法の利点は他の菌の混入があっても検出でき、更に試料の新鮮さを問わず極めて有用。

## 炭疽菌の特徴
ヒト・家畜を問わず、死亡率・感染力が高い。世界各地で見られる。潜伏期間は1 - 7日間と短いが、環境の変化などには芽胞の状態で何十年も生き続ける。培養しやすく、増殖力が強い。

## 生物兵器
炭疽菌はその致死率の高さから生物兵器としての開発が行われ、アメリカ、ソビエト、イラクなどが保有した。特に旧ソ連では炭疽菌の芽胞を量産し、これをICBMに搭載した生物兵器を配備していたとされている。
1993年、オウム真理教はこれを散布するバイオテロを実行したが、失敗に終わった（亀戸異臭事件、首都圏炭疽菌散布計画）。
2001年、炭疽菌の粉末（芽胞）を悪用したアメリカ炭疽菌事件が発生し、死者を出した。

## ヒト以外の動物における炭疽症
牛、馬、羊、山羊などでは感受性が高く急性敗血症や尿毒症で死亡する、犬や豚では比較的感受性は低い。莢膜染色、アスコリーテスト、パールテスト、ファージテスト、ポリメラーゼ連鎖反応 (PCR) などが診断に用いられる。生前に診断されることは稀。牛、馬、羊、山羊、豚では家畜伝染病予防法に基づき、焼却処分（やむを得ず埋却処分を行う場合は原則として20年間発掘禁止）を行う。予防には無莢膜弱毒変異株による生ワクチンが使用される。緊急予防的に同居牛に対してペニシリンの大量投与を行う場合がある。

### アスコリーテスト
アスコリーテスト（Ascoli's test）は炭疽の診断法の一つ。炭疽に感染した疑いのある動物の血液あるいは脾臓を乳剤とし、30分間沸騰水中で加熱したものを濾過する。この濾過液と診断用抗炭疽血清を用いて重層法による沈降反応を行う。陽性であれば濾過液と血清の境界部に白濁リングが形成される。ただし、アスコリーテストは必ずしも炭疽菌に特異的ではなく、他のBacillus属菌で陽性を示すことがある。

### パールテスト
パールテスト（pearl test）は、炭疽菌とその類似菌との鑑別に用いられる方法。ペニシリン0.5~0.05IU/ml含有培地で数時間培養し、培地表面にカバーガラスを置いて顕微鏡で観察する。炭疽菌の場合、細胞壁の合成が阻害され、桿状の菌体が膨隆して真珠状に変化する。他の土壌菌ではこのような変化は起きない。